# Miya Masaoka
Miya Masaoka (Washington, 1958) is een Amerikaanse muzikante en componiste en als geluidskunstenaar actief op het gebied van experimentele muziek. Haar werk omvat hedendaagse klassieke compositie, improvisatie, elektro-akoestische muziek, traditionele Japanse instrumenten en uitvoerende kunst.
Haar volledige ballet werd uitgevoerd op de Biënnale van Venetië in 2004. Zij is de ontvanger van de Core Fulbright Scholarship for Japan, 2016.
Ze treedt vaak op op een 21-snarige Japanse koto, die ze uitbreidt met softwareverwerking, snaarvoorbereidingen en buiging. Masaoka heeft performance-werken en installaties gemaakt, waarin planten, levende insecten en sensortechnologie zijn verwerkt.

## Biografie
Ze begon klassieke muziek te studeren op 8-jarige leeftijd. Op 20-jarige leeftijd verhuisde ze naar Parijs en toen ze was teruggekeerd naar de Verenigde Staten, schreef ze zich in aan de San Francisco State University, waar ze studeerde bij Wayne Peterson en Eric Moe en (magna cum laude) haar bachelor in de muziek behaalde. Ze behaalde een master aan het Mills College, waar ze de Facultaire Prijs voor Muziekcompositie ontving. Haar leraren waren onder meer Alvin Curran, Maryanne Amacher en David Tudor.
Masaoka's werk omvat vele genres en media. Ze maakte werken voor zang, orkest, installaties, elektronica en korte films. Ze heeft handgemaakte responsieve kledingstukken genaaid (LED KIMONO) en de beweging van insecten en de respons van planten en hersenactiviteit op geluid in kaart gebracht (Pieces For Plants, The Sound of Naked Men, Thinking Sounds).
Ze formeerde en leidde de San Francisco Gagaku Society (1989-1996) onder de voogdij van Master Suenobu Togi, een voormalige Japanse keizerlijke hofmuzikant, die zijn gagaku afstamming meer dan 1000 jaar terugvoerde tot de Tang-dynastie.
Haar liefde voor de natuur en resonerende buitenruimte bracht haar ertoe de trekvogels vast te leggen in de diepe en natuurlijk resonerende canyons nabij de luchthaven van San Diego (Californië), wat resulteerde in het werk For Birds, Planes and Cello, geschreven voor Joan Jeanrenaud, voorheen van het Kronos Quartet. While I Was Walking, I Heard a Sound werd geschreven voor 120 zangers, ruimtelijk ondersteund in balkons van de concertzaal. Tijdens één beweging maken drie koren en 9 operazangers vogelgeluiden en omgevingsgeluiden.
Als kotospeelster blijft ze actief in improvisatie en heeft ze opgetreden en opgenomen met Pharoah Sanders, Pauline Oliveros, Gerry Hemingway, Jon Rose, Fred Frith, Larry Ochs en Maybe Monday, Steve Coleman, Anthony Braxton, Didier Petit, Reggie Workman, dr. L. Subramaniam, Andrew Cyrille, George Lewis, Jin Hi Kim, Susie Ibarra, Vijay Iyer, Myra Melford, Zeena Parkins, Toshiko Akiyoshi, William Parker, Robert Dick, Lukas Ligeti, Earl Howard, Henry Brant en vele anderen.
Masaoka beschrijft zichzelf als volgt: “Ik ben diep ontroerd door de geluiden en kinetische energie van de natuurlijke wereld. Mensen, geschiedenis, herinnering, deze geografie en soundscape van natuur en cultuur - van ons menselijk hart tot het ritme van de maan en de oceanen - hoe oneindig complex en toch zo fundamenteel."
Ze heeft het San Francisco Electronic Music Festival in 1999 geïntroduceerd en opgericht.
In 2004 ontving Masaoka een Alpert Award in the Arts en eerder ontving zij een National Endowment for the Arts en een Wallace Alexander Gerbode Award.
The New York Times beschrijft haar solo-optredens als "het verkennen van de extremen van haar instrument" en The Wire omschrijft haar eigen composities als "magnifieke ... virtuoze ... essentiële muziek".
Ze is sinds 2002 lid van de faculteit van het Milton Avery Graduate Program van Bard College in Music/Sound en heeft muziekcompositie gedoceerd aan de NYU. Ze ontving de Doris Duke Performing Artist Award in 2013 en een Fulbright Scholarship voor Japan, 2016.

## Discografie
- Symphonie-orkest
  - 2013: Other Mountain
- Creatief orkest
  - 1997: What is the Difference Between Stripping and Playing the Violin? (2 violen, e-bas, akoestische bas, e-gitaar, Aziatische instrumenten, draaitafel, electronics, saxofoons, 2 drummers)
  - 2009: Off a Craggy Cliff, 2 grote telematica-ensembles (niet-specifieke instrumentatie)
  - 2009: Jagged Pyramid, groot ensemble (niet-specifieke instrumentatie)
- Koorwerken
  - 2003: While I Was Walking, I Heard a Sound… 3 a-capellakoren, 9 solisten
- Groot ensemble: 7 of meer spelers
  - 1997: Twenty Four Thousand Years is Forever, kamerorkest en tape; 2 shengs, 2 saxofoons, klarinet, percussie, 2 violen, cello, bas, koto
  - 1998: Dark Passages, een multi media oratorium, lezers, strijkkwartet, boeddhistische gezangen, acteurs, geprojecteerde dia's, video
  - 2000: It Creeps Along, klarinet, cello, gitaar, percussie, bas, piano, Laser Koto (gestural controller)
  - 2001: What is the Sound of Naked Asian Men?, 8 muzikanten en streaming brain wavegegevens, videoprojectie
  - 2006: Chironomy, 5 spelers in 2 groepen. klarinet, zanger, synthesizer in groep 1, 2 computers in groep 2, streaming audio en geprojecteerde video van gebaren van kinderhanden
  - 2007: Pieces for Plants, planten, EEG-sensoren, computer, (plant met sensoren op bladeren; gegevensrespons wordt geïnterpreteerd door middel van geluid
  - 2013: The Long Road, strijkkwartet, percussie, koto, analoge modulaire synthese
- Werken voor 2-6 spelers
  - 1990: Spirit of Goze, taiko, piano, koto
  - 1991: Ancient Art, tabla, fluit, cello, 13 str koto
  - 1994: For Sho, Bassoon and Koto
  - 1994: The Wanderer and the Firefly; vijf hichi ricki en snaredrum
  - 2008: Butterfly Logic, 4 percussionisten, versterkte metalen percussie
  - 2009: LED Kimono, elektronica, reader, danser, op maat ontworpen en gebouwde responsieve draagbare elektronica
  - 2010: Swimming Through Madness, duo 13 str. kotos
  - 2011: Warsaw, viool, cello, 2 vocalisten, videoprojecties, koto
  - 2011: Stemming, 1-4 spelers. Stemvorken, meerkanaals luidsprekers
  - 2013: The Dust and the Noise, piano, percussie, viool, cello
  - 2013: Survival, strijkkwartet
  - 2013: The Clattering of Life, strijkkwartet en improvisatietrio
  - 2015: Tilt, strijkkwartet #2
- Solo
  - 1990: Topaz Refractions, 21 str koto
  - 1992: Unearthed/Unbound, 21 str koto
  - 1994: Tripped, klarinet
  - 1995-1998: Ritual for Giant Hissing Madagascar Cockroaches, artiest, laserstralen, interactieve software, kakkerlakken. (De beweging van kakkerlakken onderbreekt sensoren die audiofragmenten van hun sissende geluiden triggeren)
  - 1996: Bee Project #1, koto, viool, percussie en live, versterkte bijen geprojecteerde video
  - 1998: Three Sounds of Tea, koto en electronics
  - 1999: Music For Mouths, 4 saxofoons
  - 2004: For Birds, Planes and Cello, cello, veldopname (tape)
  - 2006: Things in an Open Field, laser koto en electronics
  - 2007: Ballen, piano, disclavier, ping-pong ballen
  - 2012: A Crack in Your Thoughts, koto en electronics
  - 2015: Untitled, Bas solo
- Voor dans
  - 1993: Clytemnestra, solo koto met metaal, papierpreparaten
  - 2004: Koto, een volledig ballet, koto en tape
- Installaties/tentoonstellingen
  - 1988: The Black Room, samenwerking met dichter Richard Oyama
  - 2000: Koto in the Sky, Interactieve installatie, met lasers die over twee gebouwen worden gestraald boven een steeg die wordt geactiveerd met bezemstelen van brandtrappen
  - 2001: Pieces for Plants #5, een interactieve geluidsinstallatie voor kamerplant, elektroden, computer- en publieksinteractie
  - 2005-2007: Inner Koto, Multi Channel geluidsinstallatie, The Kitchen, NYC, The Winter Olympics, Torino, Italië (groepsshow)
  - 2007: Between Thought and Sound: Graphic Notation in Contemporary Art, groepsshow
  - 2008: Minetta Creek, Judson Church, NYC, multi-channel sound
  - 2013-2014: Partials of Sound, of Light, Multi channel sound installatie

- Bibliothèque nationale de France: cb16020689n (data)
- Gemeinsame Normdatei: 1231468408
- International Standard Name Identifier: 0000 0000 5977 4247
- Library of Congress Control Number: nr94042265
- MusicBrainz: bb284106-a18d-4f8c-9847-1dce9b8874df
- Nationale Bibliotheek van Israël: 987007337464605171
- Istituto Centrale per il Catalogo Unico: DDSV097460
- Virtual International Authority File: 88099370
- WorldCat: E39PBJwtqv8xP7fcTrc66rycfq